# Monster High: Boo York, Boo York
Monster High: Boo York, Boo York este un film de animație din 2015 produs de Mattel și regizat de William Lau.